# Kamijevo
Kamijevo es un pueblo ubicado en el municipio de Veliko Gradište, en el distrito de Braničevo, Serbia.

## Superficie
Posee una superficie de 7,312 kilómetros cuadrados.

## Demografía
Hasta 2011 la población era de 299 habitantes, con una densidad de población de 40,89 habitantes por kilómetro cuadrado.